# Kumealon Inlet

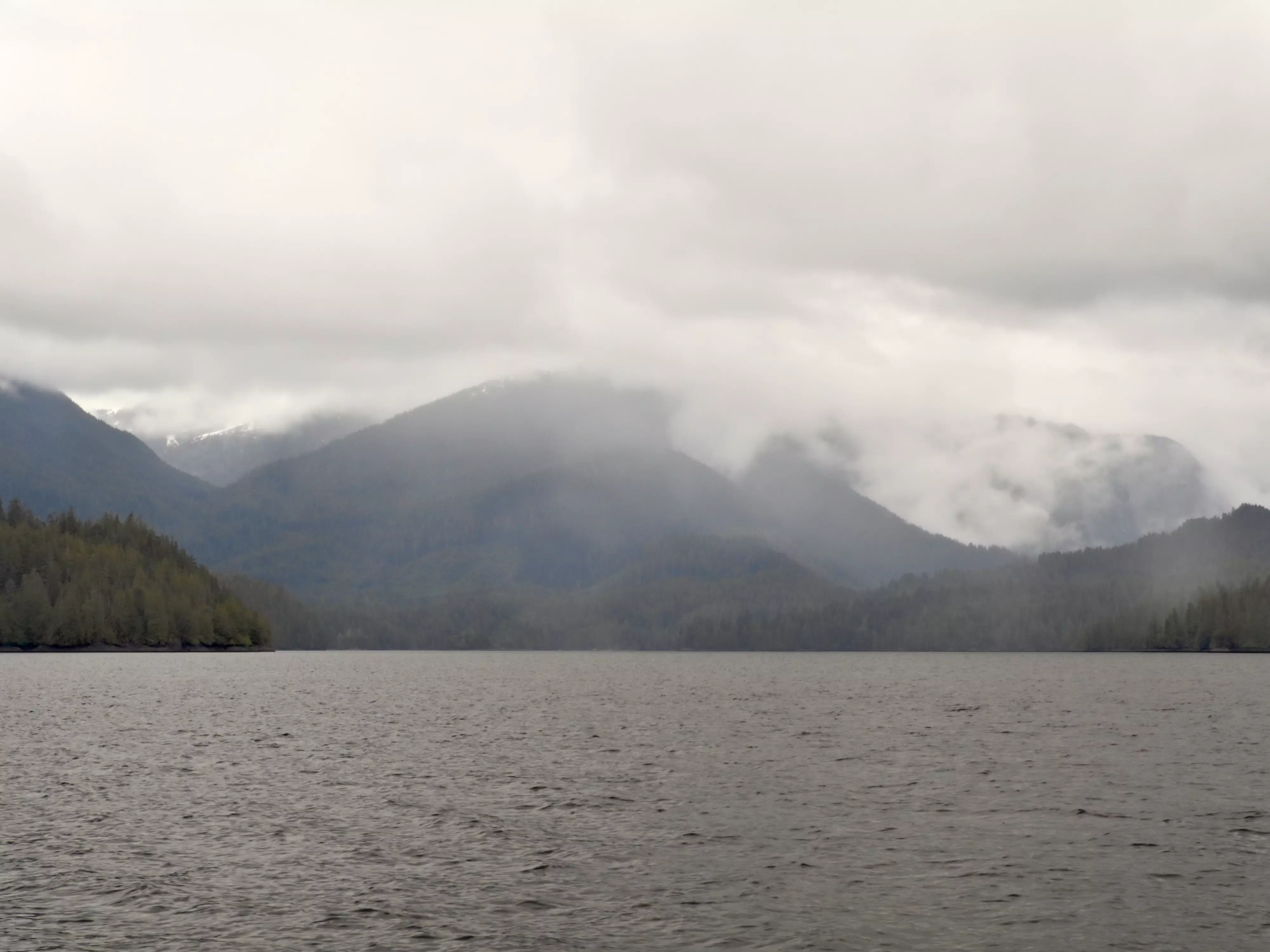
Mist in de Kumealon Inlet

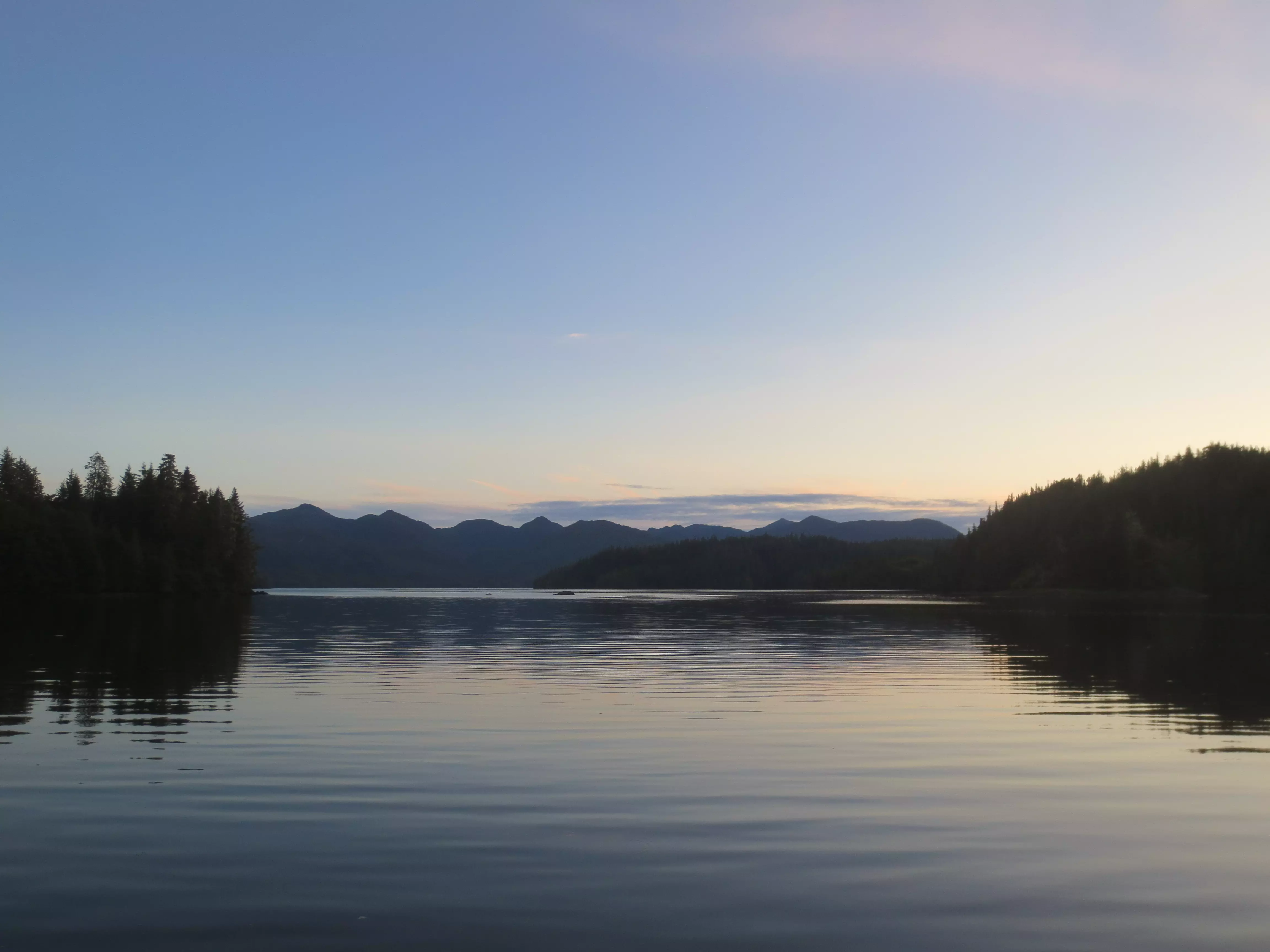
Westwaarts kijkend over Kumealon Inlet

De Kumealon Inlet is een inham in het westen van Brits-Columbia in Canada.

## Geografie
De inham heeft een lengte van ruim 3,3 kilometer en snijdt in op het vasteland van Canada. In het zuidwesten mondt de inham uit in het Grenville Channel. Ten noorden van de ingang van de inham ligt Kumealon Island. In het noorden van de inham staat ze via de Kumealon Narrows in verbinding met Kumealon Lagoon.
Op ruim vijf kilometer maar het zuidoosten ligt de volgende inham, de Baker Inlet.
Het waterlichaam ligt in de mariene ecoregio Noord-Amerikaans Pacifisch Fjordland.